# ケンダル・タウンFC
ケンダル・タウン・フットボールクラブ（Kendal Town Football Club）はイングランド、カンブリア州、サウス・レイクランド、ケンダルを本拠地とするサッカークラブチームである。2017-2018シーズンはノーザンプレミアリーグ・ディヴィジョン1・ノース（8部相当）に所属。

## 名称変更
- 1919-1998 ネザーフィールドAFC
- 1998-2000 ネザーフィールド・ケンダルFC
- 2000-現在 ケンダル・タウンFC

## タイトル

### 国内タイトル
- ウェストモーランド・カウンティーカップ:1回

1924-1925
- ランカシャー・コンベイション:2回

1948-1949,1964-1965
- ランカシャー・コンベイションカップ:2回

1955-1956,1960-1961

### 国際タイトル
- なし